# 陽耽
陽 耽（よう たん、生没年不詳）は、五胡十六国時代の前燕の人物。本貫は右北平郡無終県。子は陽騖。

## 生涯
西晋に仕え、遼西郡太守に任じられていた。
建興元年（313年）4月、鮮卑慕容部の大人慕容廆は、鷹揚将軍慕容翰を遣わし、段部が拠る遼西に攻め込んだ。慕容翰は徒河・新城を攻略、陽耽が守る陽楽に至った。慕容翰によって陽楽を失陥、陽耽は捕らえられた。
慕容廆は陽耽を礼遇して登用、裴嶷・黄泓・魯昌とともに謀主に任じられた。
大興4年（321年）12月、慕容廆は東晋から、車騎将軍・都督幽平二州東夷諸軍事・平州牧に任じられ、遼東公に封じられた。官僚組織の編成を行い、軍諮祭酒に任じられた。
東夷校尉に任じられた。
これ以後の事績は、史書に記されていない。

## 人物・逸話
- 清廉にして正直であり、物静かにして頭の回転が早い人物だった。
- 妻の李氏は博学で、母の模範たる威儀を有していた。慕容皝は表座敷に入るたび、彼女への拝礼を欠かさなかった。
- 陽裕は若い頃、親族でその才能に気づく者はいなかったが、唯一、陽耽は「この子は我が一門で優れているだけでなく、時代を助ける良器と言えよう」と語った。陽裕は陽耽の子の陽騖とともに前燕で活躍した。